# مايك بروكتر
مايك بروكتر (15 سبتمبر 1946 بديربان في جنوب أفريقيا - ) (بالإنجليزية: Mike Procter)‏ هو لاعب كريكت جنوب أفريقي. شارك مع منتخب جنوب أفريقيا الوطني للكريكت. أما مع النوادي، فقد لعب مع منتخب زمبابوي للكريكت ونادي مقاطعة غلوستر للكريكت ‏ وفريق كوازولو ناتال للكريكت ‏.

## وصلات خارجية
- مايك بروكتر على موقع إي آس بي آن كريك إنفو (الإنجليزية)